# گوردون ال کان
 گوردون ال کان (انگلیسی: Gordon L. Kane؛ زاده ) یک فیزیک‌دان اهل ایالات متحده آمریکا است.